# Lepidoblepharis grandis
Lepidoblepharis grandis — вид геконоподібних ящірок родини Sphaerodactylidae. Ендемік Еквадору.

## Опис
Гекони Lepidoblepharis grandis є великими представниками свого роду, їх довжина (без врахування хвоста) становить 5,6 см.

## Поширення і екологія
Lepidoblepharis grandis мешкають на західних схилах Еквадорських Анд та в тихоокеанських низовинах на території провінцій Пічинча, Санто-Домінго-де-лос-Тсачилас і Есмеральдас. Вони живуть у незайманих вологих тропічних лісах, на висоті від  230 до 1576 м над рівнем моря.

## Збереження
МСОП класифікує цей вид як вразливий. Lepidoblepharis grandis загрожує знищення природного середовища.